# Граната Миллса
Граната Миллса (англ. Mills bomb) — британская ручная осколочная граната, одна из первых осколочных гранат в истории британской армии наравне с No. 1 и No. 2. Разработана в Великобритании в 1915 году морским инженером и взрывотехником Уильямом Миллсом. Предназначена для поражения живой силы в оборонительном бою, цели достигает за счёт броска рукой человека. Считается самой массовой гранатой Первой мировой войны: всего было произведено 70 миллионов подобных гранат. В дальнейшем использовалась во Второй мировой войне вооружёнными силами многих стран мира, а также в ряде последующих вооружённых конфликтах.

## Создание и модификации
Создателем гранаты является морской инженер и взрывотехник Уильям Миллс из Сандерленда, который запатентовал своё изобретение и наладил его производство в 1915 году на заводе Mills Munition в Бирмингеме. Граната Миллса была создана на основе теоретического проекта, разработанного инженером Альбером Девандром из Compagnie Belge des Munitions Militaires и капитаном бельгийской армии Леоном Роландом. По проекту, внутри гранаты после выдёргивания чеки начинался процесс срабатывания взрывчатого вещества. Проект не успели реализовать из-за начала Первой мировой войны, а в ноябре 1914 года Роланд попал в плен, вследствие чего работу доводил дальше в одиночку Девандр.
26 января 1915 года Миллс и Девандр провели первые испытания гранат цилиндрической формы, которые окончились неудачно: ни одна из брошенных гранат не взорвалась. Военное министерство отвергло идею Роланда, и Миллс занялся доработкой гранаты, представив в феврале яйцеобразную форму гранаты. 20 февраля 1915 года испытания прошли успешно, и вскоре началось массовое производство новых гранат. Британская армия приняла гранату на вооружение как стандартную ручную гранату с индексом No. 5. После войны Роланд и Миллс участвовали в судебном процессе по поводу патентных прав: ещё в августе 1913 года Роланд пытался зарегистрировать патент, а в феврале 1915 года аналогичную заявку подал Миллс, и обе были удовлетворены. Разгорелся спор по поводу того, кого считать подлинным автором, однако его урегулировать толком так и не удалось.
Первый заказ на производство 50 тысяч гранат выполнялся компанией Mills Munitions Ltd и ещё двумя компаниями с марта 1915 года. Всего 20 компаний произвели порядка 75 миллионов гранат разных вариантов, которые поставлялись британским войскам и их союзникам в Первой мировой войне (в том числе и Франции). По ходу развития граната Миллса подверглась ряду модификаций. Модификация No. 23 имела отверстие, куда вставлялся небольшой прут, и использовалась как винтовочная. Эта же концепция применялась и в гранате No. 36 со съёмной шайбой, что позволяло стрелять данной гранатой и из наствольной мортиры. Последний вариант, No. 36M, был специально разработан с использованием шеллака для водонепроницаемости и возможностью использования в жарком климате Месопотамии, но производился ещё очень долго. В 1918 году варианты No. 5 и No. 23 были сняты с вооружения, а обычный No. 36 был снят в 1932 году.

## Устройство
Внешний вид гранаты Миллса не отличается особо от других: корпус овальной формы выполнен из чугуна, снаружи имеет поперечные и продольные насечки. Внутри корпуса находится центральная трубка (ввинчивается в отверстие внизу), в её центральном канале располагается ударник с боевой пружиной и капсюль-воспламенитель запала. Запал представляет собой отрезок огнепроводного шнура с капсюлем-воспламенителем на одном конце и капсюлем-детонатором на другом; сам вставляется в боковой канал трубки. Отверстие корпуса закрывается резьбовой пробкой (шайбой). На корпусе есть два прилива, в которых при помощи оси крепится предохранительная скоба. Вверху корпуса есть отверстие, через которое происходит снаряжение гранаты взрывчаткой (оно закрывается пробкой). Внутренний объём гранаты заполняется взрывчаткой. Ударно-предохранительный механизм включает в себя скобу, чеку и ударник с боевой пружиной.
Тип взрывчатого вещества определялся по линии, нанесённой на середину гранаты. Зелёная линия обозначала аммотол как взрывчатое вещество (с 1915 по 1920 годы). Позднее в качестве взрывчатки стали использовать боратол и тротил (с 1920-х по 1970-е годы). Розовая линия обозначала аммонал или алюматол: смесь нитрата аммония, тротила и небольшого количества алюминиевого порошка. В качестве взрывчатого вещества также иногда использовались алюмотол и сабулит.

## Принцип работы

### Бросание гранаты

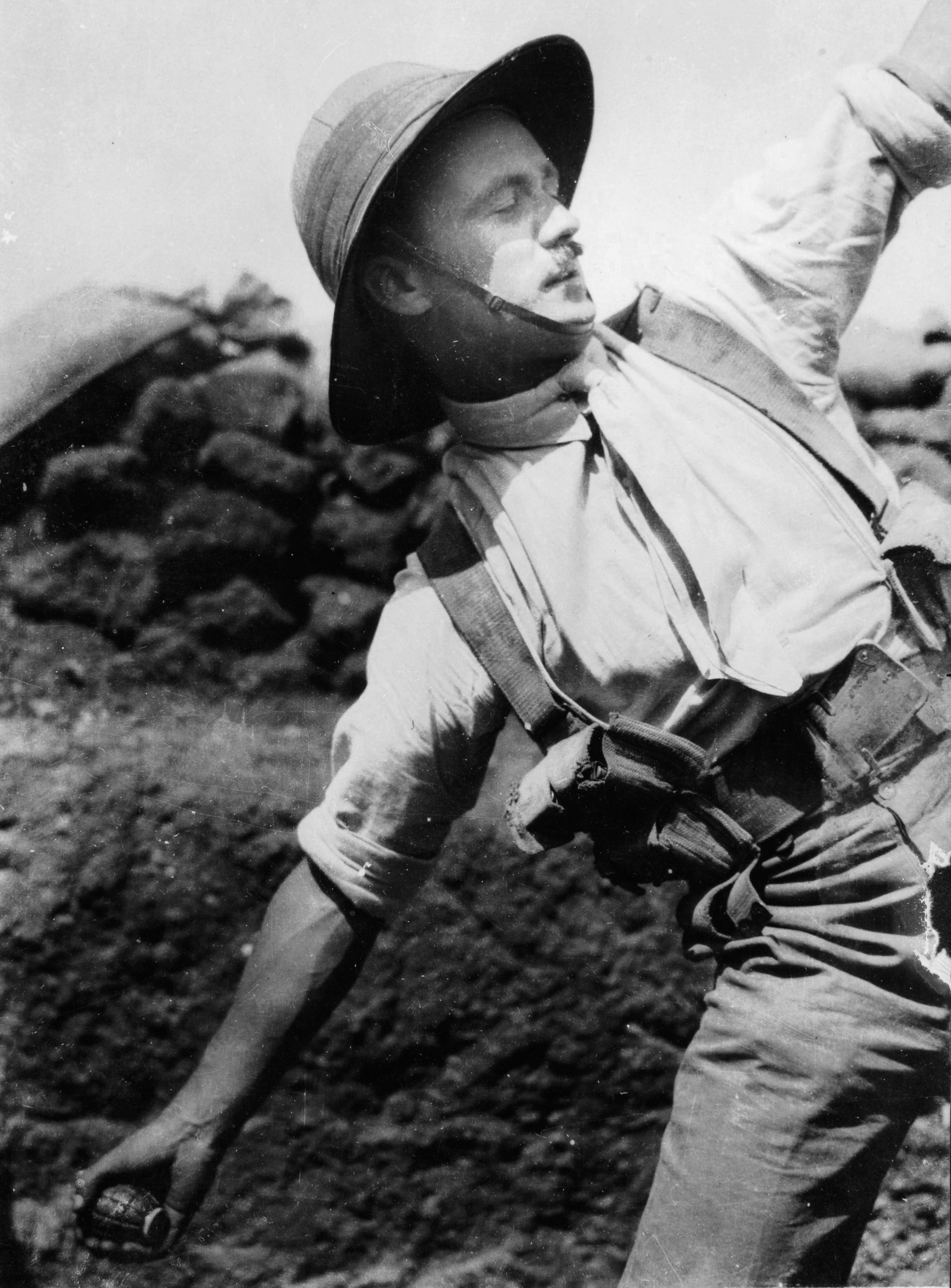
Офицер Британской Салоникской армии показывает, как правильно бросать гранату Миллса по навесной траектории

Перед использованием гранаты предварительно отвинчивалась шайба внизу гранаты, туда вставлялся капсюль-детонатор, и шайба завинчивалась затем обратно на место. Отдельно от гранаты хранился запал, вставлявшийся только перед самым применением. Красная линия у основания показывала, что запал вставлен и граната готова для броска. Для приведения гранаты в боевое положение солдат должен был выдернуть чеку (предохранительное кольцо), прижимая рычаг пальцами к корпусу гранаты, затем отпустить рычаг, удерживаемый рукой, и только потом бросить гранату. Вместе с запалом граната весила 600 граммов, а масса заряда (тротил или боратол) составляла от 60 до 70 граммов.
После удаления кольца и отпускания рычага в момент броска предохранительная скоба под действием пружины ударника, фиксировавшаяся чекой, проворачивалась вокруг своей оси и отпускала ударник. Он под действием боевой пружины накалывал капсюль-воспламенитель, от него шёл луч огня на огнепроводный шнур, который выгорал. После выгорания загорался капсюль-детонатор, что приводило ко взрыву гранаты. Первоначально с момента выдёргивания чеки до срабатывания взрывчатого вещества проходило 7 секунд, но в начале Второй мировой войны британцы для достижения большей эффективности сократили время задержки до 4 секунд. Дальность броска достигала 25 м, радиус разлёта осколков после взрыва мог составлять от 30 до 100 м. При взрыве граната могла разлетаться на огромное количество осколков, число которых доходило вплоть до 500, а их размеры варьировались от крохотных фрагментов до кусков длиной почти 2,5 см (один дюйм).

### Винтовочная граната
Гранату Миллса можно было использовать также и как винтовочную: к основанию гранаты прикреплялся металлический прут, вставлявшийся в ствол винтовки. Дальность выстрела из винтовки гранатой достигала, согласно руководству для британского ополчения, от 80 до 200 ярдов (от 73 до 182 м). Чаще дальность выстрела составляла 137 м. Выстрел такой гранатой совершался следуя обычным процедурам стрельбы винтовочными гранатами: гранату надо было вставить в ствол винтовки и насадить на нужную глубину (с помощью специального прута или тарели), зарядить винтовку специальным холостым патроном, поставить винтовку прикладом на землю и прицелиться под нужным углом, затем взвести гранату — выдернуть кольцо, отпустив прижимной рычаг (защитную скобу) и выстрелить из винтовки. Если солдат не успевал выстрелить, граната могла взорваться преждевременно, поэтому с целью предотвращения несчастных случаев британцы сделали фиксатор, прикреплённый к штыковому наконечнику винтовки, который держал рычаг на месте и исключал преждевременный взрыв. Позднее выяснилось, что постоянная стрельба винтовочными гранатами могла привести к разрушению ствола винтовки. Обычно стрельба велась под углом до 45 градусов, а винтовку переворачивали вверх дном.
Вскоре британцы придумали гранатомёт-насадку (наствольную мортирку), чтобы предотвратить разрушение винтовки: для стрельбы из таких гранатомётов использовались гранаты No. 36, у которых вместо прута была своеобразная тарель, ввинчивавшаяся штырём в отверстие пробки (диаметр тарели равнялся калибру гранаты, а сама тарель играла роль обтюратора при стрельбе из мортирки). Такими гранатомётами-насадками были оснащены винтовки Lee-Enfield, а их приклады были обиты медной проволокой, чтобы не разрушиться от отдачи.

## Эффективность применения
Небольшая и удобная граната Миллса легко бросалась из любого положения. Несмотря на свой размер, она давала много тяжёлых осколков. Граната классифицировалась как оборонительная, поэтому тот, кто бросал её после приведения в боевое положение, должен был немедленно бежать в укрытие. Граната выпускалась с запалами разной продолжительности: 7 секунд (капсюль-воспламенитель коричнево-жёлтого цвета, подходил для винтовочных гранат) и продолжительностью 4 секунды (капсюль-воспламенитель белого цвета, вокруг него было резиновое кольцо).
Запал гранаты работал изначально 7 секунд, однако после французской кампании вермахта 1940 года британские инженеры сократили время до 4 секунд, поскольку время срабатывания было слишком долгим (нападающие могли успеть сбежать или даже кинуть гранату обороняющимся в ответ). Опытный боец мог бросить гранату и на 15 метров, однако радиус поражения осколками превышал это расстояние как минимум в два раза. Бойцам британского ополчения при инструктаже говорили, что гранату можно бросить примерно на 27 метров (30 ярдов), разлёт осколков достигал дистанции в 91 метр (100 ярдов), хотя некоторые осколки могли лететь и дальше. Бойцам РККА говорили о дальности разлёта 1000 осколков на дистанцию до 150 метров, что является очевидным преувеличением возможностей. Но если взведённая граната после броска приземлялась в бункере или в ином закрытом пространстве, шансов выжить у находившихся там людей попросту не было.
Граната Миллса воплотила в себе все тактические требования окопной войны. Простота конструкции и компактность гранаты, а также обязательное требование держать рычаг позволяли бойцу правильно выбрать момент и совершить бросок. Подобная технология не применялась во многих других гранатах, за исключением русской гранаты Рдултовского РГ-14, но та была более сложной по конструкции и применению. Однако были у гранаты Миллса и свои недостатки: если сложный и несимметричный корпус немного осложнял производство, то сам вид гранаты не позволял определить, вставлен ли в неё запал. Не открутив крышку и не проверив наличие запала, солдат не мог узнать, готова ли к броску эта граната. Из-за этого бойцы в боевой обстановке, находясь в состоянии стресса, иногда бросали незаряженные гранаты.

## Модели
- No. 5 Mk. I — первая версия гранаты. Капсюль-детонатор находится внизу гранаты, капсюль-воспламенитель — вверху, кольцо также крепится в верхней части. Защита кольца осуществляется металлической скобой (прижимным рычагом). На самом верху на оси рычага находились «уши», по которым можно было распознать гранату. Впервые применена на фронте в мае 1915 года, в массовое производство поступила в 1916 году. Металлическая скоба играла роль предохранителя, не позволявшая сдетонировать раньше времени[6]. Снята с вооружения в 1918 году[2].
- No. 23 — вторая версия гранаты, винтовочный вариант. Впервые представлена в 1917 году. Внизу пробка имела отверстие под прут небольшой длины, что позволяло вставлять гранату в ствол винтовки и использовать её как винтовочную гранату[2]. Была дешевле по стоимости и легче в производстве[6][1]. Снята с вооружения в 1918 году[2].
- No. 36 Mk. I — третья версия гранаты, представлена в мае 1918 года. Была шире в середине, «уши» были крупнее. Имела вместо прута своеобразную тарель, равную калибру гранаты (5,6 мм) и ввинчивавшуюся своим штырём в отверстие пробки[2]. Могла выстреливаться из мортирки: тарель играла роль обтюратора[1]. Снята с вооружения в 1932 году[2].
- No. 36M — четвёртая версия гранаты, дальнейшая модификация третьей версии, принята на вооружение в 1932 году. Покрытый шеллаком образец No. 36M («месопотамский») был водонепроницаемым и мог использоваться в жаркую погоду. В послевоенные годы в гранату стали добавляться куски колючей проволоки для усиления поражающего эффекта. Три красных креста на гранате показывали её принадлежность к водонепроницаемому типу No. 36M[2][12]. Производилась до 1972 года, пока её не заменила граната L2[6]. В качестве винтовочной перестала использоваться в 1945 году, но была признана устаревшей только в 1962 году[12].

## Эксплуатанты
- Великобритания: граната состояла на вооружении Британской армии в обеих мировых войнах и в последующие годы[1][3]; использовалась разными странами Британского Содружества[16]. Согласно документам Британской армии, связанным с битвой на Сомме и опубликованным в канун атаки 1 июля 1916 года, в специальном отряде для метания гранат, который должен был штурмовать вражеские позиции в условиях окопной войны, должно было насчитываться 74 гранаты Миллса, 24 винтовочные гранаты и 14 дымовых гранат[22]:
  - по 6 гранат Миллса, 4 винтовочных гранаты и 2 дымовые гранаты на каждого солдата или младшего офицера;
  - 12 гранат Миллса и 4 дымовые гранаты — у двух байонет-менов (англ. bayonet men);
  - 24 гранаты Миллса и 4 дымовые гранаты — у двух специально назначенных метателей гранат (англ. throwers) и столько же у их сменщиков;
  - 8 гранат Миллса и 20 винтовочных гранат — у двух солдат, выпускавших винтовочные гранаты (англ. rifle grenadiers).
- Австралия: на вооружении австралийских войск во Второй мировой войне; для атаки вражеских укреплений австралийцами разрабатывались более сложные взрывные устройства типа blast attachment Mk I и blast bomb Mk II, которые были больше в два раза гранат Миллса в размере и были заполнены тротилом или аммоналом[23].
- Аргентина: на базе гранаты Миллса в дальнейшем была разработана аргентинская ручная граната FM-1[24].
- Афганистан: использовалась моджахедами в Афганской войне[25].
- Бельгия: выпускались дымовые гранаты[26]
- Нацистская Германия: во время Второй мировой войны трофейные гранаты использовались под наименованием Eihandgranate 311(e)[27]; состояли на вооружении диверсантов, забрасываемых абвером в Италию[16].
- Израиль: состояли на вооружении ЦАХАЛ[26].
- Индия: гранаты типа No. 36M использовались для создания растяжек; производились как минимум до 1980-х годов[28].
- Индонезия: производились как минимум до 1980-х годов[16].
- Ирак: на вооружении иракских воинских формирований, сопротивлявшихся американской армии после Иракской войны, а также исламских экстремистских группировок[29]; в 2004 году взрыв гранаты унёс жизнь капрала Корпуса морской пехоты США Джейсона Данема[30]
- Италия: использовались партизанами-антифашистами во время Второй мировой войны[16]
- Нигерия: выпуск гранат типа No. 36 освоен на оружейном заводе DICON в городе Кадуна[31].
- Нидерланды: гранаты типа No. 36[26].
- Пакистан: гранаты типа No. 36[26], в послевоенных образцах в качестве взрывчатки использовался тротил; производились как минимум до 1980-х годов[28].
- Польша: гранатами были вооружены бойцы Войска Польского на Западе, сражавшиеся во Франции и Италии[16].
- Российская империя: граната Миллса поставлялась в Русскую императорскую армию во время Первой мировой войны, оставшиеся запасы после Гражданской войны использовались РККА[3].
- СССР: гранаты Миллса использовались в Великую Отечественную войну[1], однако предполагается, что их запасы могли быть израсходованы ещё в первые месяцы, так как в дальнейшем в специализированной литературе упоминались именно советские Ф-1, а не гранаты Миллса в качестве используемых советскими частями; производство гранат Миллса могло прекратиться, по всей видимости, к 1934 или 1935 годам[3]. Также предполагается, что Ф-1 могла быть скопирована не только с французской гранаты F1 образца 1915 года, но и с гранаты Миллса (ошибочно обозначалась как «граната Лемона»)[3].
- Сомали: образцы No. 36 изымались у многих сомалийских повстанцев[26]
- США: из-за того, что запасы Mk II стремительно кончались, американцы использовали гранаты Миллса, состоявшие на вооружении у австралийских войск, в ряде сражений на Тихоокеанском театре Второй мировой — например, в битве за Буна—Гону в ноября 1942 по январь 1943 года. По данным опроса 1943 года, личный состав 32-й американской пехотной дивизии[англ.] предпочитал использовать именно гранату Миллса, а не Mk II, поскольку британская была более мощной[16]. Ныне упоминается в полевом уставе FM 3-23.30 Appendix F NATO HAND GRENADES как граната вооружённых сил стран НАТО под наименованием Hand Grenade No.36M[3].
- Франция: использовалась армией Франции во время Первой мировой войны (в том числе и как винтовочная)[22]. В марте 1915 года поступили первые образцы для испытания во французскую армию, более крупные партии поступили в мае, но только в сентябре 1915 года перед битвой при Лосе была налажена поставка[7]. Такие же гранаты были в партизанских отрядах Сопротивления[16].
- Югославия: поставлялись бойцам НОАЮ не без помощи агентов Управления специальных операций[16].
- Япония - трофейные гранаты использовались в ходе Второй мировой войны[32],

## В культуре
- Граната встречается в серии компьютерных игр Call of Duty и носит название Mk I. Также она встречается как оружие в серии игр Commandos, Day of Defeat, Battlefield 1, Company of Heroes. Её используют только британские солдаты[4]
- Гранату можно увидеть в таких фильмах, как «На границе» (СССР, 1938), «Барбузы — секретные агенты» (Италия, 1964), «Великолепный» (Франция, 1973), «Пламя и Цитрон» (Дания, 2008), «Боевой конь» (США, 2011) и многие другие[4]. Вопреки известному стереотипу кинофильмов, кольцо из гранаты нельзя выдернуть ни рукой, ни зубами, если не сведены усики чеки[3].

## Галерея образцов

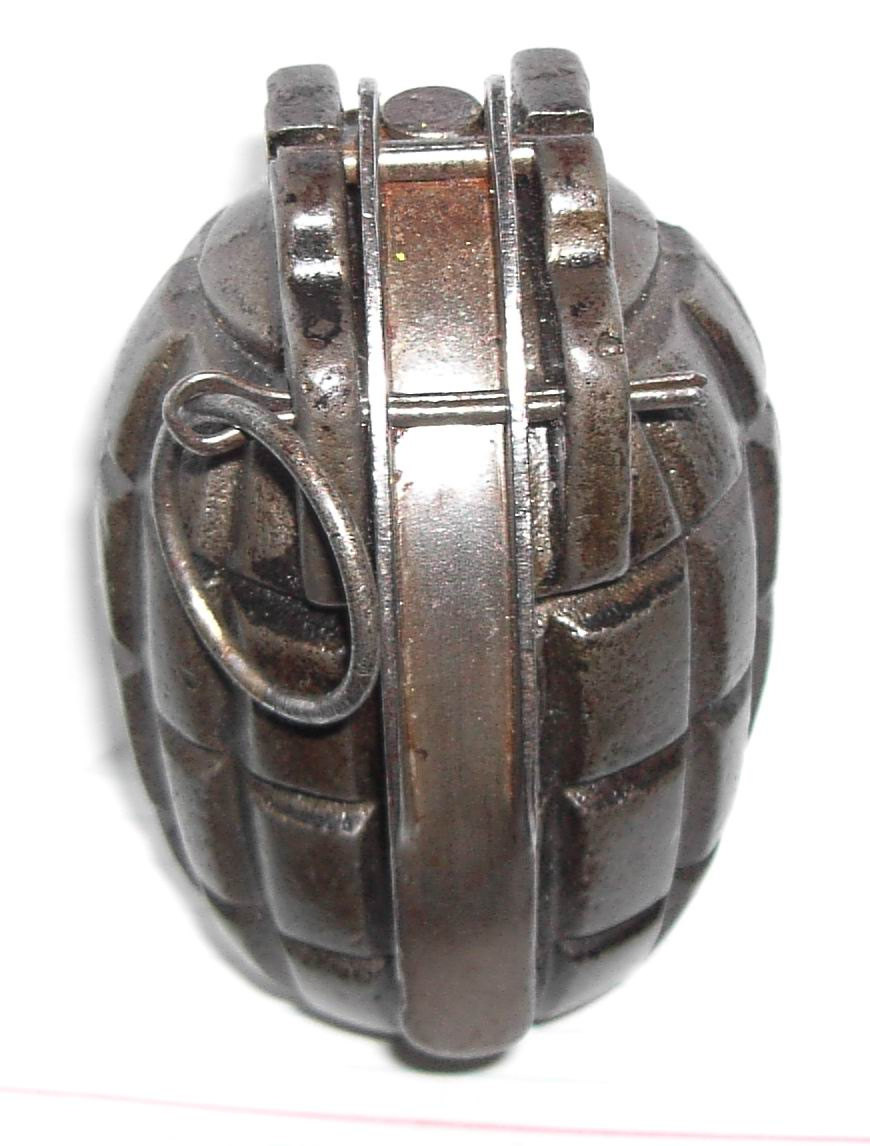
Граната Миллса No. 5 Mk II
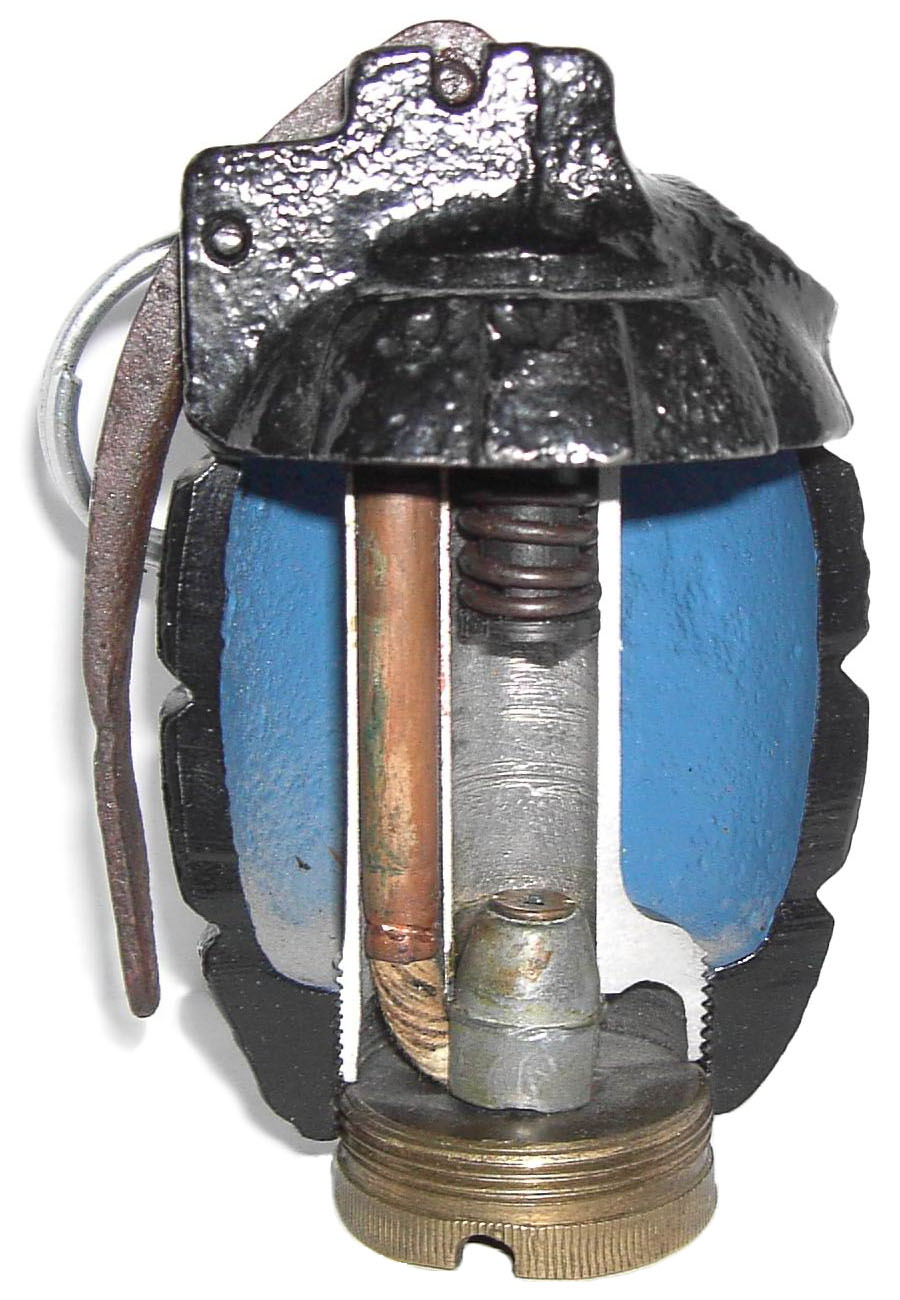
Граната Миллса No. 5 в разрезе
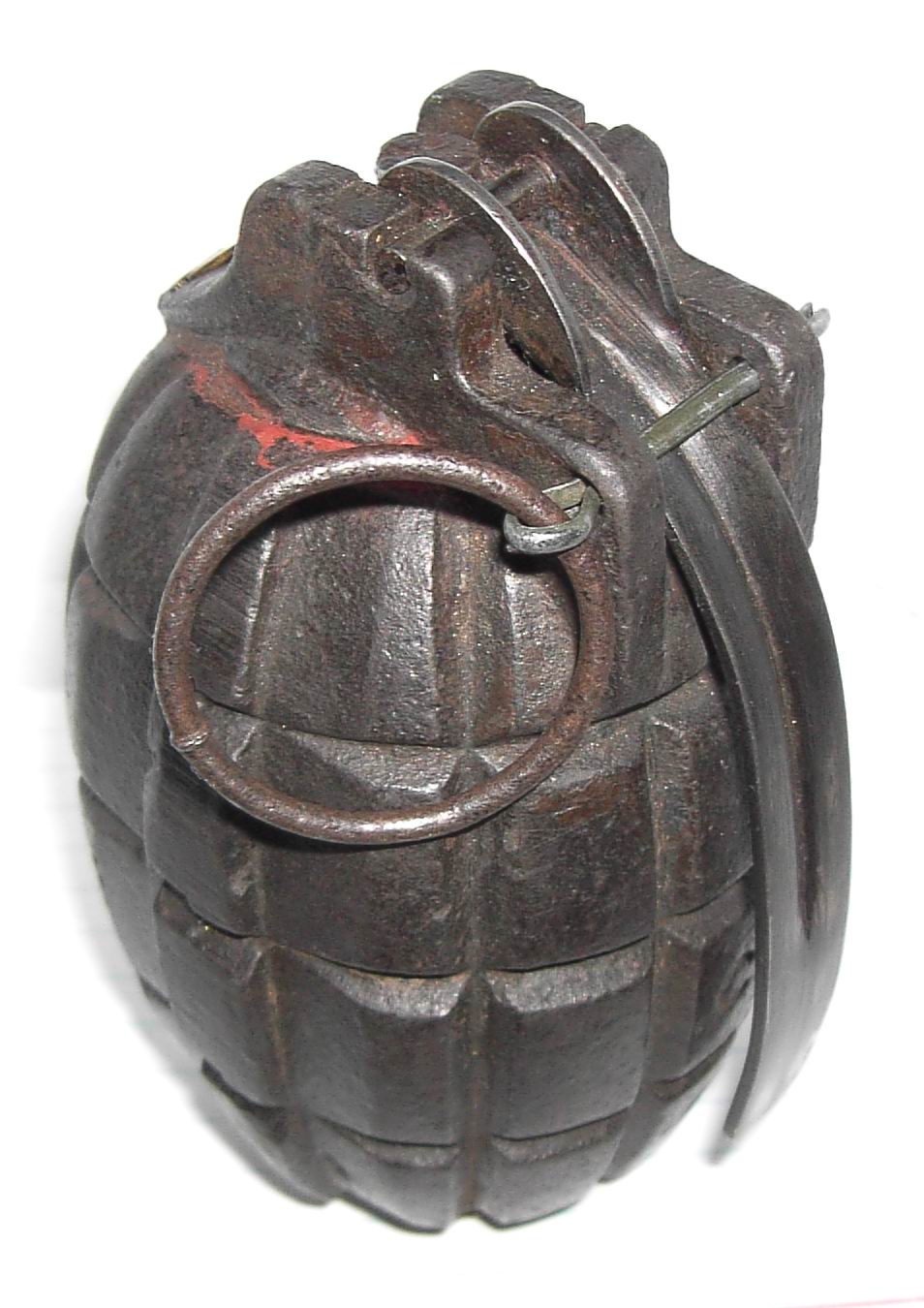
Граната Миллса No. 23 Mk II
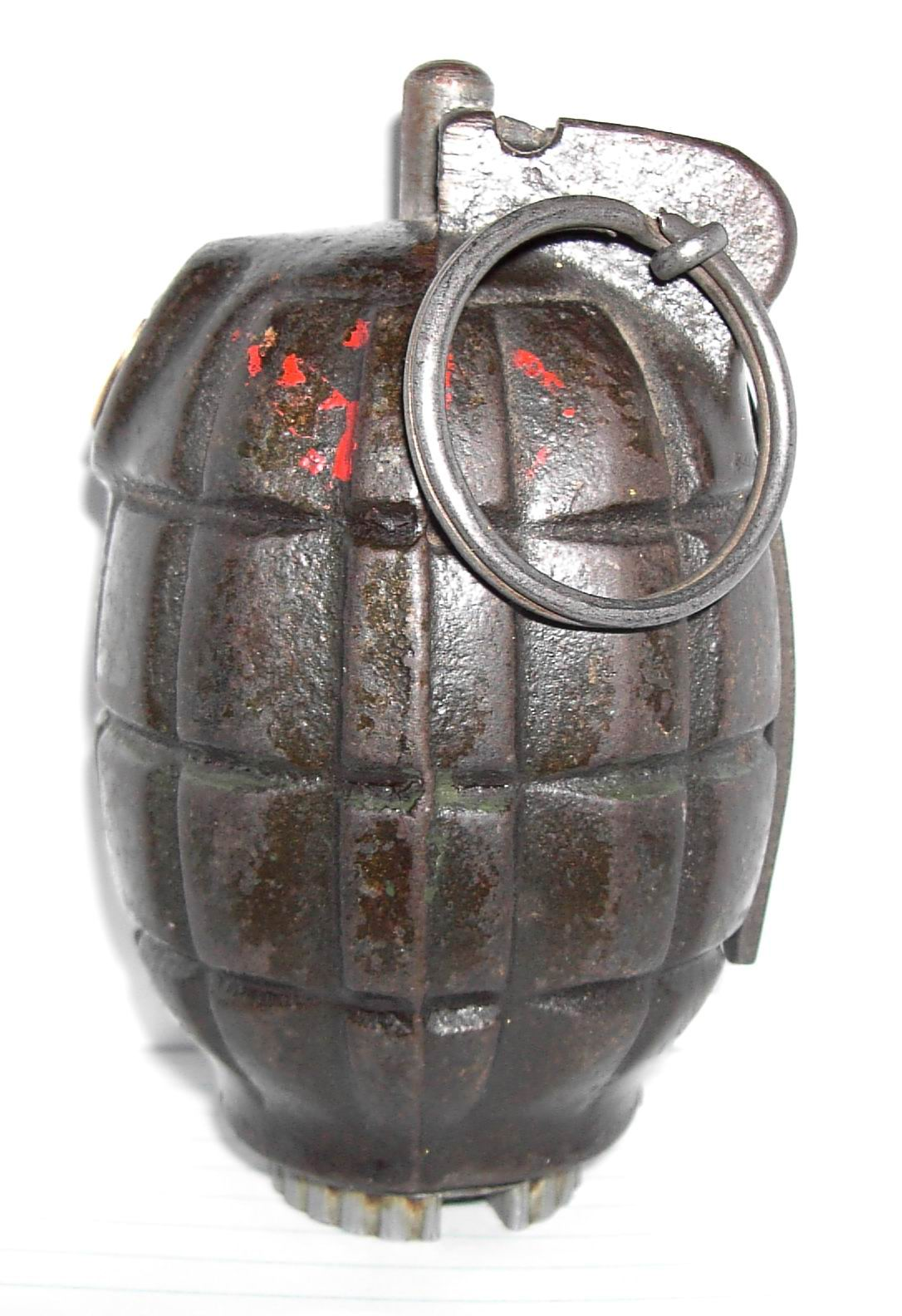
Граната No. 36M (1940 год)
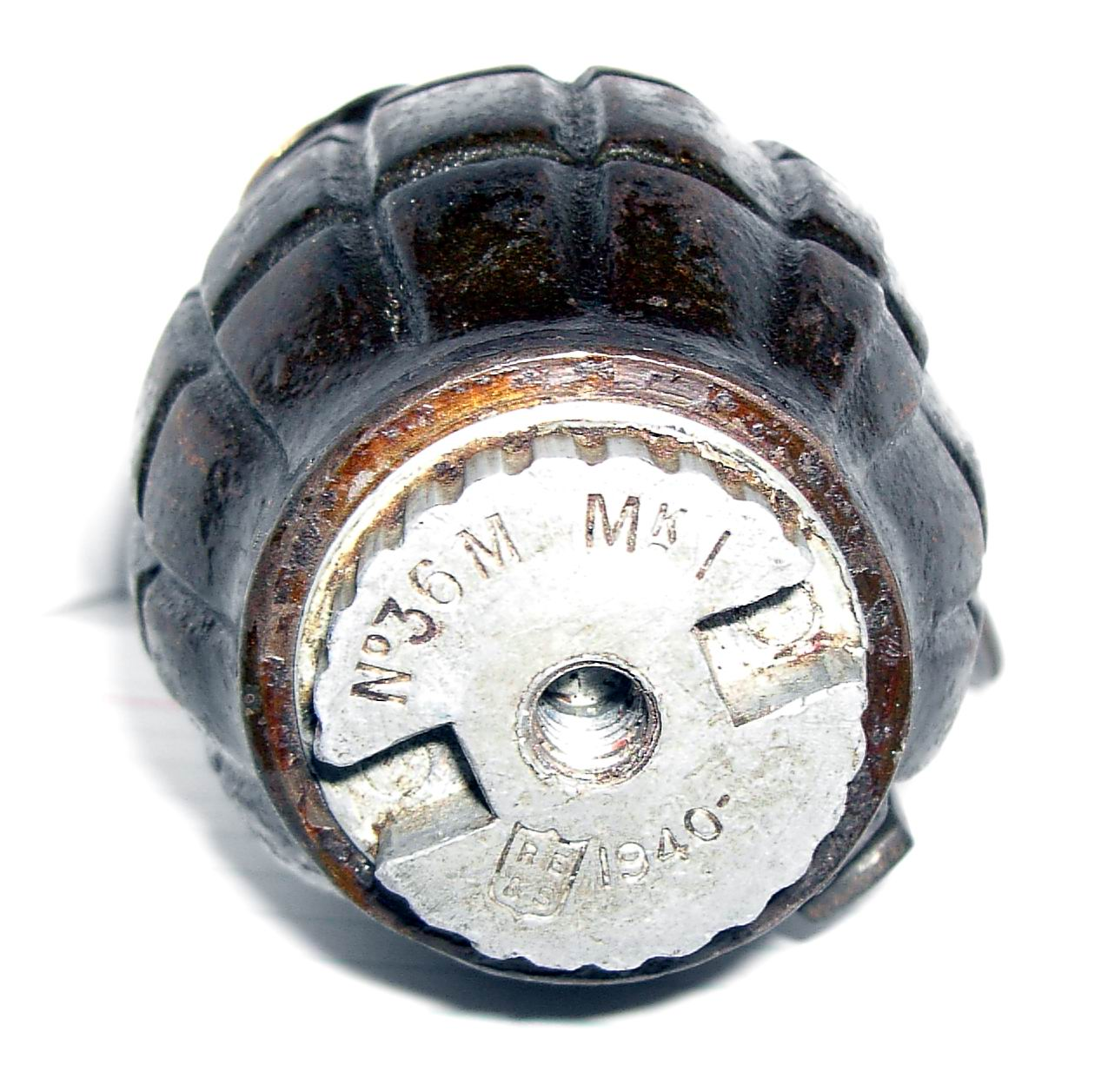
Основание гранаты No. 36M (1940 год)
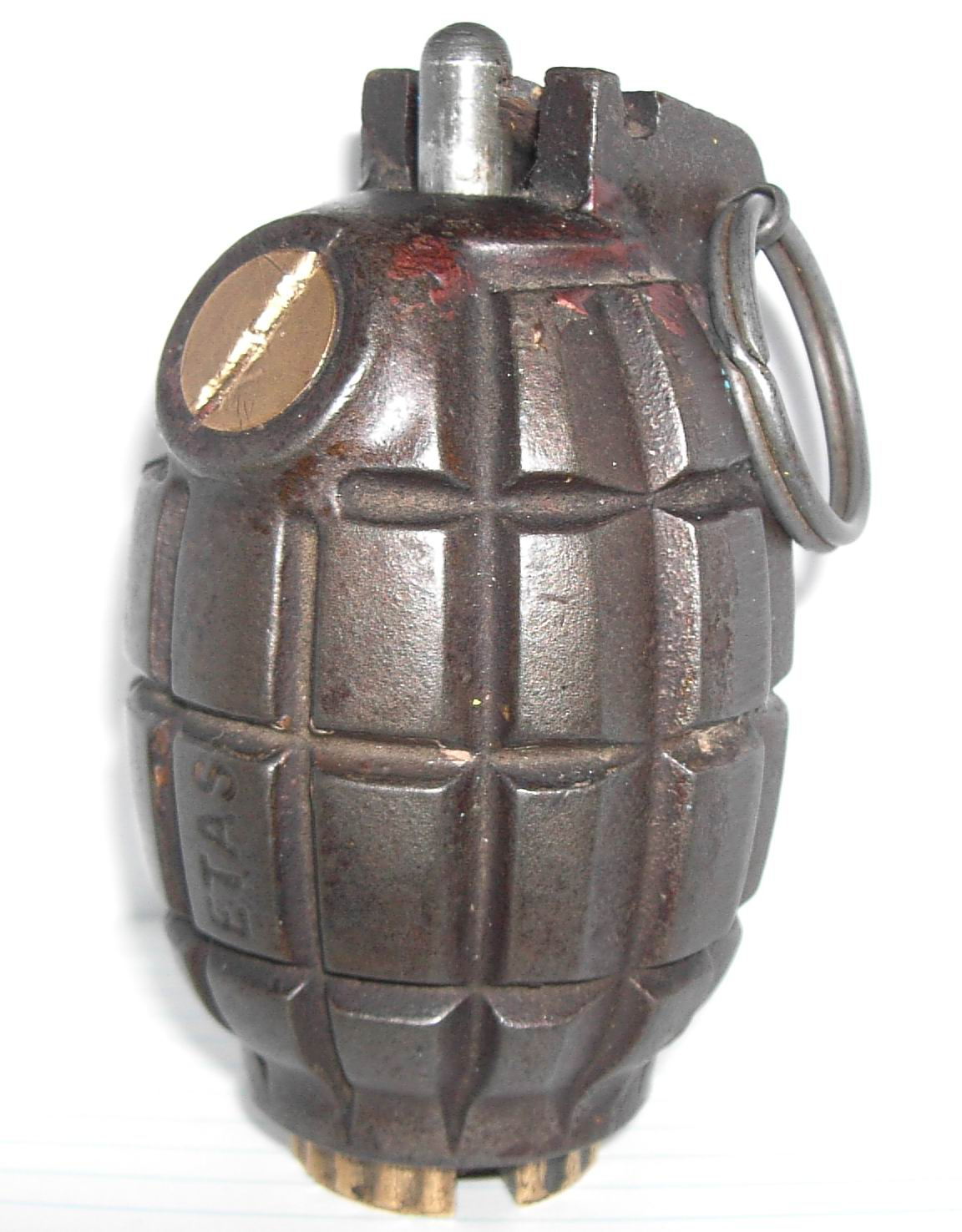
Граната No. 36M (1940 год)
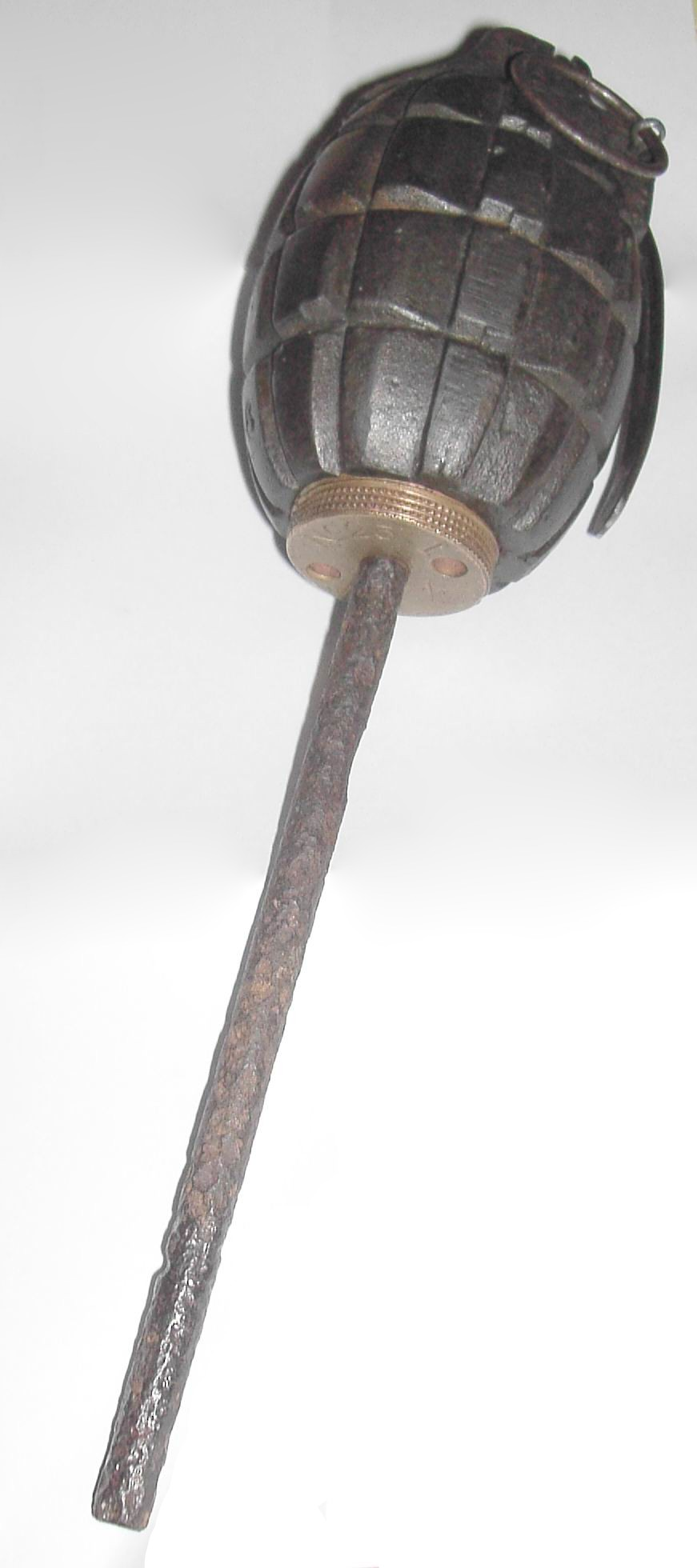
Граната Миллса No. 23 Mk II, переоборудованная в винтовочную
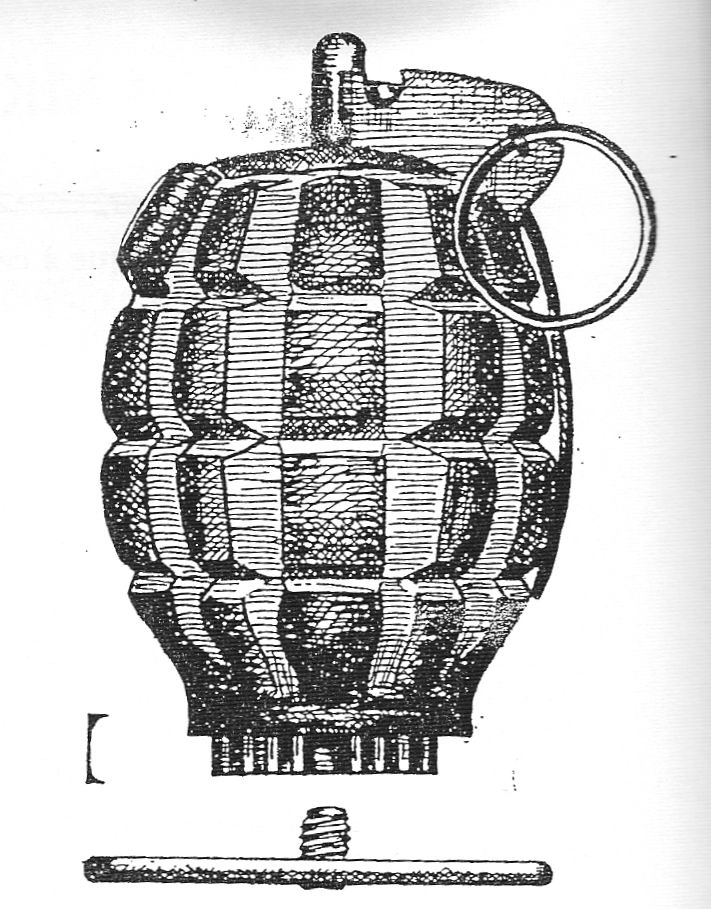
Эскиз винтовочной гранаты Миллса No. 36
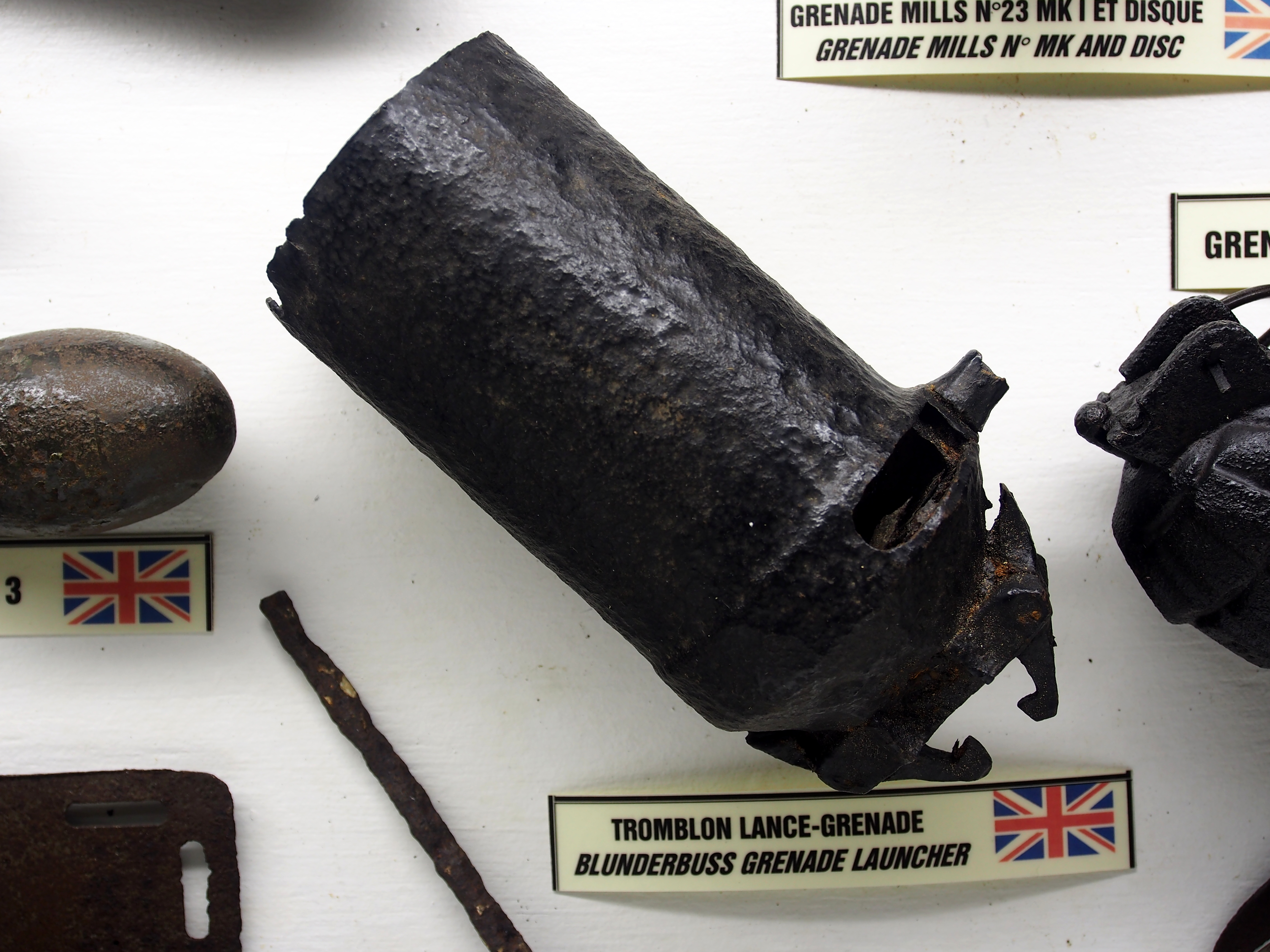
Гранатомёт Lee-Enfield: экспонат музея битвы на Сомме 1916 года (Франция)